# Rossano Marchioni
Rossano Marchioni (Gaggio Montano, 14 maggio 1926 – Lizzano in Belvedere, 29 settembre 1944) è stato un partigiano italiano, medaglia d'oro al valor militare alla memoria.

## Biografia
Di famiglia contadina, aveva frequentato l'Istituto tecnico ed era stato assunto alle Ferrovie dello Stato. Dopo l'8 settembre 1943 il ragazzo fu tra i primi ad accorrere nelle file della Resistenza emiliana, scegliendo come nome di battaglia quello di "Binda". Comandante di squadra in una Brigata partigiana "GL", la "Montagna", partecipò a numerose azioni nella zona tra Gaggio Montano e Lizzano in Belvedere. Durante una di queste, in località Ronchidoso Belvedere di Montecastello, "Binda" fu sorpreso da preponderanti forze nazifasciste.
Sostenne per alcune ore il conflitto a fuoco, sino a quando cadde colpito a morte. Nella stessa circostanza i nazifascisti massacrarono, per rappresaglia, sessantadue abitanti della zona. Al nome di Rossano Marchioni è intitolata una strada di Bologna.